# Araski
Araski – wieś w Estonii, w prowincji Virumaa Zachodnia, w gminie Tapa. Do 2017 roku wieś należała do gminy Tamsalu.